# Історія української літератури (книга, 1954—1956)
«Історія української літератури. Том перший. Дожовтнева література» — книга, колективна праця науковців Інституту літератури імені Тараса Шевченка Академії наук Української РСР. Вийшла друком у 1954 в Києві тиражем 50 000 примірників у Видавництві Академії наук Української РСР.
Праця створена під впливом антинаукових концепцій «…марксистської історії української літератури, пройнята комуністичною ідейністю, войовнича, наступальна, спрямована проти будь-яких проявів ворожої ідеології в літературі».
Голова редакційної колегії — Олександр Білецький, заступник голови — Олексій Засенко.